# Ptychomnion cygnisetum
Ptychomnion cygnisetum är en bladmossart som beskrevs av Kindberg 1888. Ptychomnion cygnisetum ingår i släktet Ptychomnion och familjen Ptychomniaceae. Inga underarter finns listade i Catalogue of Life.